# Browky Perszi
Browky Perszi (ukr. Бровки Перші) – wieś na Ukrainie, w obwodzie żytomierskim, w rejonie berdyczowskim, w hromadzie Andruszówka, nad rzeką Kamjanką. W 2001 roku liczyła 961 mieszkańców.
Wieś położona jest ok. 110 km na południowy zachód od Kijowa. Od zachodu graniczy z Łebedyncami, od południa z Jareszkami, a od północy z Horodyszczem.

## Historia
Pierwsza wzmianka o miejscowości pochodzi z 1617 roku. Wieś wchodziła w skład starostwa białocerkiewskiego w województwie kijowskim, a po rozbiorach – wołości Browki w ujeździe skwirskim, w guberni kijowskiej. Stanowiła własność książąt Lubomirskich, następnie Rohozińskich. Do 1918 roku wieś była własnością Ściborów-Rylskich. W XIX wieku powstała stacja kolei oraz linia do Kijowa. W 1870 roku wieś liczyła 723 prawosławnych oraz 39 katolików. W miejscowości znajdowała się cerkiew parafialna. 

## Dwór
We wsi znajdują się ruiny parterowego dworu krytego dachem czterospadowym, wybudowanego na wysokiej oficynie; od frontu portyk z sześcioma kolumnami podtrzymującymi trójkątny fronton. Kolumnady łączyły dwór z bocznymi oficynami. Do wejścia prowadziły schody.

## Urodzeni
- Zbigniew Ścibor-Rylski (1917-2018) — polski pilot, żołnierz AK, uczestnik powstania warszawskiego, generał brygady WP w stanie spoczynku, prezes Zarządu Głównego Związku Powstańców Warszawskich.